# 1019 Strackea
1019 Strackea è un asteroide della fascia principale del diametro medio di circa 8,37 km. Scoperto nel 1924, presenta un'orbita caratterizzata da un semiasse maggiore pari a 1,9114449 UA e da un'eccentricità di 0,0712048, inclinata di 26,97605° rispetto all'eclittica.
Il suo nome è in onore dell'astronomo tedesco Gustav Stracke.